# マレクラ島
マレクラ島（Malakula、Malekula）とは南太平洋はバヌアツ共和国にある島。ニューヘブリディーズ諸島を構成する島のひとつである。
島のくびれた部分にランボムボウ港、島の東端にサンドウィッチ港が存在する。

## 自然
12月から5月までが雨期となる。

## 産業
コプラのプランテーションが存在する。